# Danska motståndsrörelsen

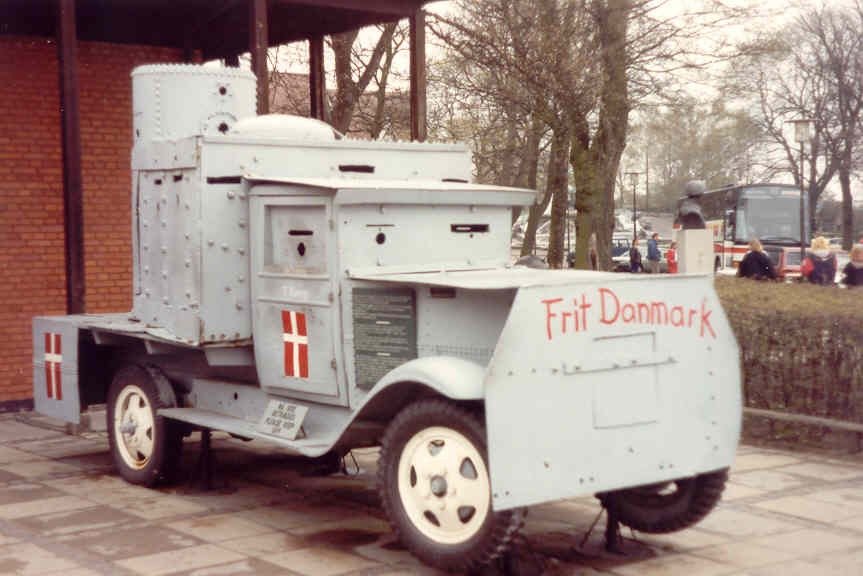
Pansarfordon, tillhörande de danska motståndsmännen.

Danska motståndsrörelsen, ett samlingsnamn för ett stort antal olika grupper som aktivt, bland annat genom sabotage och avrättningar av kollaboratörer motarbetade den tyska ockupationen av Danmark under andra världskriget. Någon större samordning av motståndet förekom inte före grundandet av Danmarks frihedsråd 16 september 1943. Frihedsrådet sågs av grundarna som en alternativ regering vars viktigaste uppgift var att samordna de olika motståndsgruppernas aktioner. Rådet tog bland annat på sig uppgifterna att fördela de vapen som de allierade levererade och upprätthålla en illegal informationsverksamhet (illegala tidningar och flygblad). Frihedsrådet upplöstes i juli 1945.
De två största danska motståndsgrupperna var Holger Danske och BOPA (Borgerlige partisaner). Holger Danske hade som mest cirka 350 aktiva medlemmar, av vilka 64 stupade i aktion eller avrättades. Gruppen genomförde över 100 sabotageaktioner och avrättade omkring 200 kollaboratörer. BOPA, som trots namnet ursprungligen var en kommunistisk grupp, grundad av ett antal veteraner från spanska inbördeskriget, genomförde cirka 1000 sabotageaktioner. Som mest hade BOPA omkring 160 medlemmar av vilka 38 stupade.